# Comunal Emiliano Zapata
Comunal Emiliano Zapata är en ort i Mexiko.   Den ligger i kommunen Irapuato och delstaten Guanajuato, i den centrala delen av landet, 270 km nordväst om huvudstaden Mexico City. Comunal Emiliano Zapata ligger 1 724 meter över havet och antalet invånare är 261.
Terrängen runt Comunal Emiliano Zapata är huvudsakligen platt, men åt nordväst är den kuperad. Runt Comunal Emiliano Zapata är det tätbefolkat, med 257 invånare per kvadratkilometer. Närmaste större samhälle är Irapuato, 4,8 km nordväst om Comunal Emiliano Zapata. Trakten runt Comunal Emiliano Zapata består till största delen av jordbruksmark.